# Сібундой
Сібундой (ісп. Sibundoy) — місто й муніципалітет в колумбійському департаменті Путумайо.

## Історія
Поселення на території сучасного міста існувало задовго до іспанського завоювання. 1492 року інки завоювали ті землі та заснували кечуа-мовне поселення. 1534 року туди прийшли іспанські конкістадори. Дотепер більшість населення міста складає корінний народ інґа.